# 中華民國陸軍步兵第一〇四旅
陸軍步兵第一〇四旅，為中華民國國軍駐守於台中市的陸軍部隊，配屬陸軍第十軍團指揮部。隊名「常山部隊」過去該旅於抗戰期間，發揚威武精神，創建輝煌戰績，因此得名。平時負責新兵、駐地、基地及教召訓練，戰時負責海岸守備任務。

## 歷史
- 陸軍步兵第104旅前身為民國22年於河南成立之「剿匪第一縱隊」。
- 1934年，剿匪第一縱隊在河南省開封与新编第40旅併編為「陸軍第95師」，辖2旅（283旅、284旅）4团（280、283、284、289），師長唐俊德[5]，為国民政府军事委员会直辖部隊。
- 1938年，95師调入三十七軍[5]。
- 1944年，由三十七軍軍長羅奇率軍部和第95師赴廣西改隸第四戰區[5]。
- 1945年，第三十七軍被撤銷，第95師改隸第六十二軍[5]。
- 1945年8月，日本投降後，95師隨第六十二軍赴越南河內受降[6]。
- 1945年9月，隨第六十二軍從越南海防市乘船赴台灣駐防[6]。
- 1946年，陸軍第95師撤裁一個團，縮編為「陸軍整編第95旅」，隸屬整編第62師(原六十二軍)[6]。
- 1947年，隨整編62師海運華北，恢復為「陸軍第95師」，下轄第283團、284團、285團[6]。
- 1948年，改為「陸軍獨立第95師」直屬於華北剿匪總司令部[6]。號稱對解放軍作戰「在華北沒有丟過一挺機槍」的「趙子龍師」，所以該部隊的代號就叫做“常山部隊”，代表常山趙子龍。
- 1948年9月，遼西會戰伤亡三分之二[6]。
- 1949年，恢復為「陸軍第95師」，隸屬第七十五軍。
- 1950年，遷駐臺灣臺南。
- 1951年，陸軍第95師收編第6師的人員補充缺損，更銜為「陸軍第16師」。
- 1952年，陸軍第16師整編為「陸軍第41師」122團，隸屬第九軍[5]。
- 1958年5月，移防金門，駐防金中守備區[7]
- 1969年，陸軍第41師改編為「陸軍預備第4師」。
- 1972年，遷駐臺中。
- 1976年1月，陸軍預備第4師更銜為「陸軍步兵第31師」；同年8月，再更銜為「陸軍步兵第104師」[7]。
- 1999年，因應「精實案」組織調整，陸軍步兵第104師改編為「陸軍步兵第104旅」。
- 2004年，因應「精進案」組織調整，陸軍步兵第104旅移編後備司令部並更銜為「後備第905旅」。
- 2013年，因應「精粹案」組織調整，後備第905旅移編陸軍司令部並更銜為「陸軍步兵第104旅」，隊名「常山部隊」，駐地台中市成功嶺新兵訓練中心[4]。

## 編制

### 指揮管轄
- 旅長 一位 上校
- 副旅長 一位 上校
- 參謀主任 一位 上校
- 政戰主任 一位 上校
- 監察官 一位 少校
- 保防官 一位 少校
- 心輔官 一位 上尉
- 士官督導長 一位 士官長

#### 直屬單位
- 旅部連
- 通信連
- 工兵連

#### 下轄單位
- 步兵第一營（戰支連+步兵連×3+火力連）
- 步兵第二營（戰支連+步兵連×3+火力連）
- 步兵第三營（戰支連+步兵連×3+火力連）
- 步兵第四營（戰支連+步兵連×3+火力連）
- 步兵第五營（戰支連+步兵連×3+火力連）
- 砲兵營

## 隊徽含義
盾牌外型代表團結鞏固、精實戰力之意；獅頭象徵該旅在抗戰期間，發揚威武精神，創建輝煌戰績；雄獅怒吼象徵旭日東昇，呈現如朝陽般不滅之戰鬥意志，更有陽光般之溫暖及包容天地萬物之胸襟；獅頭面向西方象徵完成反攻之準備，指日西征。